# Saint-Varent
Saint-Varent est une commune du Centre-Ouest de la France située dans le département des Deux-Sèvres en région Nouvelle-Aquitaine.
Elle appartient au Pays Thouarsais.
Ses habitants sont appelés les Saint-Varentais et les Saint-Varentaises.

## Géographie
La commune de Saint-Varent se situe au nord du département des Deux-Sèvres, elle est traversée par le Thouaret (qui est un affluent du Thouet). Villes proches : Thouars (11 kilomètres) et Bressuire (18 kilomètres).

### Climat
Pour des articles plus généraux, voir Climat de la Nouvelle-Aquitaine et Climat des Deux-Sèvres.
Historiquement, la commune est exposée à un climat océanique du nord-ouest.  
En 2020, Météo-France publie une typologie des climats de la France métropolitaine dans laquelle la commune est dans une zone de transition entre le climat océanique et le climat océanique altéré et est dans la région climatique  Moyenne vallée de la Loire, caractérisée par une bonne insolation (1 850 h/an) et un été peu pluvieux.
Pour la période 1971-2000, la température annuelle moyenne est de 11,7 °C, avec une amplitude thermique annuelle de 14,6 °C. Le cumul annuel moyen de précipitations est de 711 mm, avec 11,4 jours de précipitations en janvier et 6,6 jours en juillet. Pour la période 1991-2020, la température moyenne annuelle observée sur la station météorologique la plus proche, située sur la commune de Glénay à 3 km à vol d'oiseau, est de 12,6 °C et le cumul annuel moyen de précipitations est de 647,9 mm,. Pour l'avenir, les paramètres climatiques de la commune estimés pour 2050 selon différents scénarios d’émission de gaz à effet de serre sont consultables sur un site dédié publié par Météo-France en novembre 2022.

## Urbanisme

### Typologie
Au 1er janvier 2024, Saint-Varent est catégorisée bourg rural, selon la nouvelle grille communale de densité à sept niveaux définie par l'Insee en 2022.
Elle est située hors unité urbaine. Par ailleurs la commune fait partie de l'aire d'attraction de Thouars, dont elle est une commune de la couronne,. Cette aire, qui regroupe 26 communes, est catégorisée dans les aires de moins de 50 000 habitants,.

### Occupation des sols
L'occupation des sols de la commune, telle qu'elle ressort de la base de données européenne d’occupation biophysique des sols Corine Land Cover (CLC), est marquée par l'importance des territoires agricoles (82,4 % en 2018), en diminution par rapport à 1990 (84 %). La répartition détaillée en 2018 est la suivante : 
terres arables (44,9 %), zones agricoles hétérogènes (31 %), prairies (6,5 %), forêts (6,5 %), zones urbanisées (6 %), mines, décharges et chantiers (4,9 %), milieux à végétation arbustive et/ou herbacée (0,2 %). L'évolution de l’occupation des sols de la commune et de ses infrastructures peut être observée sur les différentes représentations cartographiques du territoire : la carte de Cassini (XVIIIe siècle), la carte d'état-major (1820-1866) et les cartes ou photos aériennes de l'IGN pour la période actuelle (1950 à aujourd'hui).

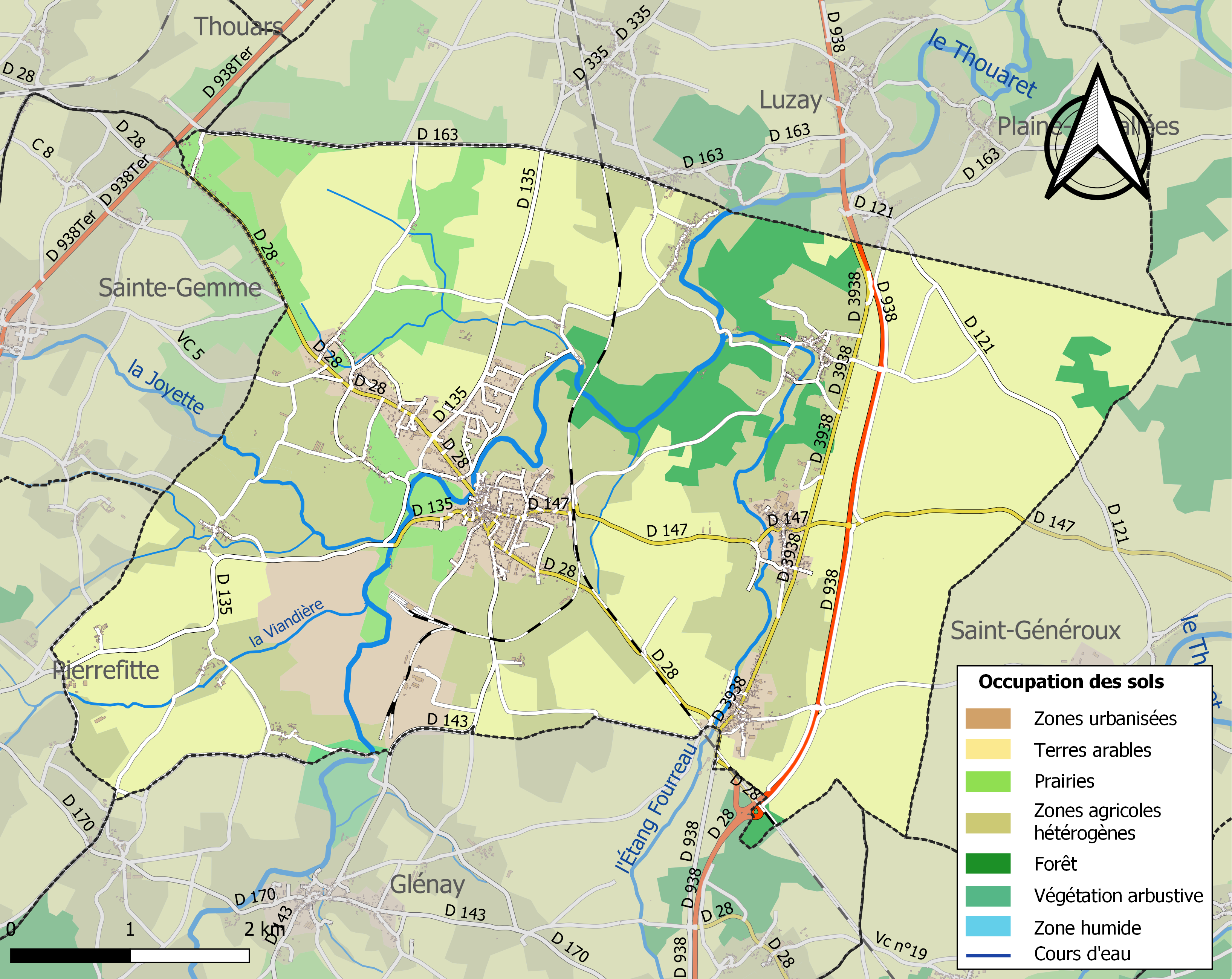
Carte des infrastructures et de l'occupation des sols de la commune en 2018 (CLC).

### Risques majeurs
Le territoire de la commune de Saint-Varent est vulnérable à différents aléas naturels : météorologiques (tempête, orage, neige, grand froid, canicule ou sécheresse), inondations, mouvements de terrains et séisme (sismicité modérée). Il est également exposé à un risque technologique,  le transport de matières dangereuses, et à un risque particulier : le risque de radon. Un site publié par le BRGM permet d'évaluer simplement et rapidement les risques d'un bien localisé soit par son adresse soit par le numéro de sa parcelle.

#### Risques naturels
Certaines parties du territoire communal sont susceptibles d’être affectées par le risque d’inondation par débordement de cours d'eau, notamment le Thouaret, la Joyette et l'Étang Fourreau. La commune a été reconnue en état de catastrophe naturelle au titre des dommages causés par les inondations et coulées de boue survenues en 1983, 1995, 1999, 2010 et 2018,.

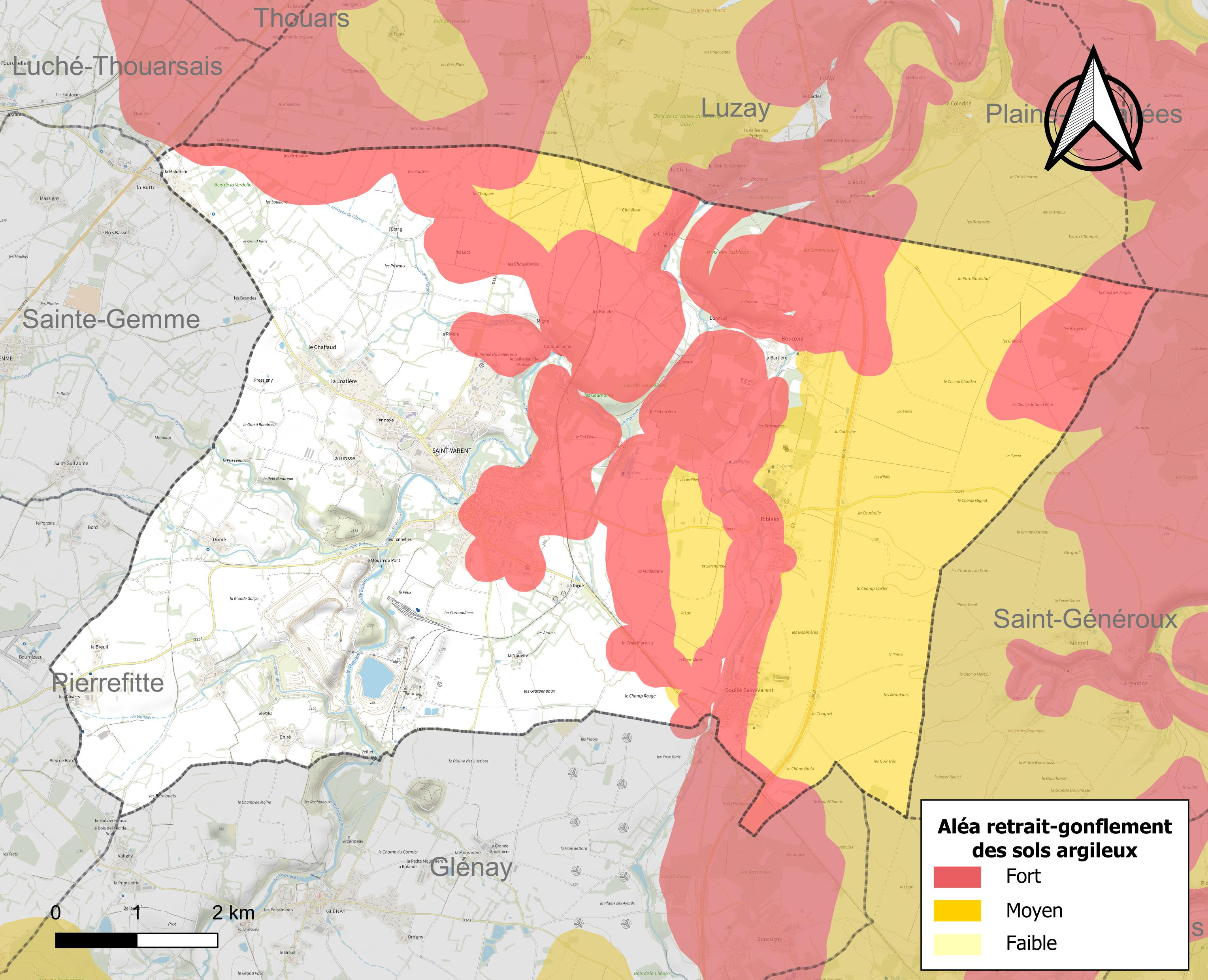
Carte des zones d'aléa retrait-gonflement des sols argileux de Saint-Varent.

Les mouvements de terrains susceptibles de se produire sur la commune sont des tassements différentiels. Le retrait-gonflement des sols argileux est susceptible d'engendrer des dommages importants aux bâtiments en cas d’alternance de périodes de sécheresse et de pluie. 56,5 % de la superficie communale est en aléa moyen ou fort (54,9 % au niveau départemental et 48,5 % au niveau national). Depuis le 1er octobre 2020, en application de la loi ELAN, différentes contraintes s'imposent aux vendeurs, maîtres d'ouvrages ou constructeurs de biens situés dans une zone classée en aléa moyen ou fort,.
La commune a été reconnue en état de catastrophe naturelle au titre des dommages causés par la sécheresse en 1989, 1991, 1992, 1993, 1996, 2003, 2005, 2011 et 2017 et par des mouvements de terrain en 1999 et 2010.

#### Risque particulier
Dans plusieurs parties du territoire national, le radon, accumulé dans certains logements ou autres locaux, peut constituer une source significative d’exposition de la population aux rayonnements ionisants. Selon la classification de 2018, la commune de Saint-Varent est classée en zone 3, à savoir zone à potentiel radon significatif.

## Histoire
Mentionné au Xe siècle.
S'appelait Saint-Véran jusqu'à la Révolution.

## Politique et administration

### Liste des maires
| Période                                  | Période   | Identité        | Étiquette  | Qualité |
| ---------------------------------------- | --------- | --------------- | ---------- | --- |
| mars 1959                                | mars 1971 | Robert Minot    | Socialiste | Médecin Conseiller général du canton de Saint-Varent (1955 → 1979)                                              |
| mars 1971                                | mars 1977 | Maurice Bécot   | Socialiste | Limonadier (1971 → 1977)                                                                                        |
| mars 1977                                | mars 2001 | Alain Bossay    | DVD        | Ingénieur Conseiller général du canton de Saint-Varent (1979 → 1998)                                            |
| mars 2001                                | mars 2008 | Michel Le Fur   | DVD        | |
| mars 2008                                | En cours  | Pierre Rambault | DVG        | Ancien attaché parlementaire 12e vice-président de la CC du Thouarsais (2020 → ) Réélu pour le mandat 2020-2026 |
| Les données manquantes sont à compléter. |           |                 |            | |

## Démographie
À partir du XXIe siècle, les recensements réels des communes de moins de 10 000 habitants ont lieu tous les cinq ans. Pour Saint-Varent, cela correspond à 2005, 2010, 2015, etc. Les autres dates de « recensements » (2006, 2009, etc.) sont des estimations légales.
| 1793  | 1800  | 1806  | 1821  | 1831  | 1836  | 1841  | 1846  | 1851  |
| ----- | ----- | ----- | ----- | ----- | ----- | ----- | ----- | ----- |
| 1 709 | 1 150 | 1 163 | 1 412 | 1 626 | 1 796 | 1 739 | 1 740 | 1 735 |

| 1856  | 1861  | 1866  | 1872  | 1876  | 1881  | 1886  | 1891  | 1896  |
| ----- | ----- | ----- | ----- | ----- | ----- | ----- | ----- | ----- |
| 1 729 | 1 717 | 1 761 | 1 745 | 1 734 | 1 899 | 1 897 | 1 984 | 1 965 |

| 1901  | 1906  | 1911  | 1921  | 1926  | 1931  | 1936  | 1946  | 1954  |
| ----- | ----- | ----- | ----- | ----- | ----- | ----- | ----- | ----- |
| 2 089 | 2 071 | 2 127 | 2 021 | 2 156 | 2 241 | 2 288 | 2 240 | 2 361 |

| 1962  | 1968  | 1975  | 1982  | 1990  | 1999  | 2005  | 2006  | 2010  |
| ----- | ----- | ----- | ----- | ----- | ----- | ----- | ----- | ----- |
| 2 410 | 2 479 | 2 590 | 2 527 | 2 557 | 2 458 | 2 483 | 2 457 | 2 496 |

| 2015  | 2020  | 2022  | - | - | - | - | - | - |
| ----- | ----- | ----- | - | - | - | - | - | - |
| 2 459 | 2 397 | 2 396 | - | - | - | - | - | - |

## Lieux et monuments

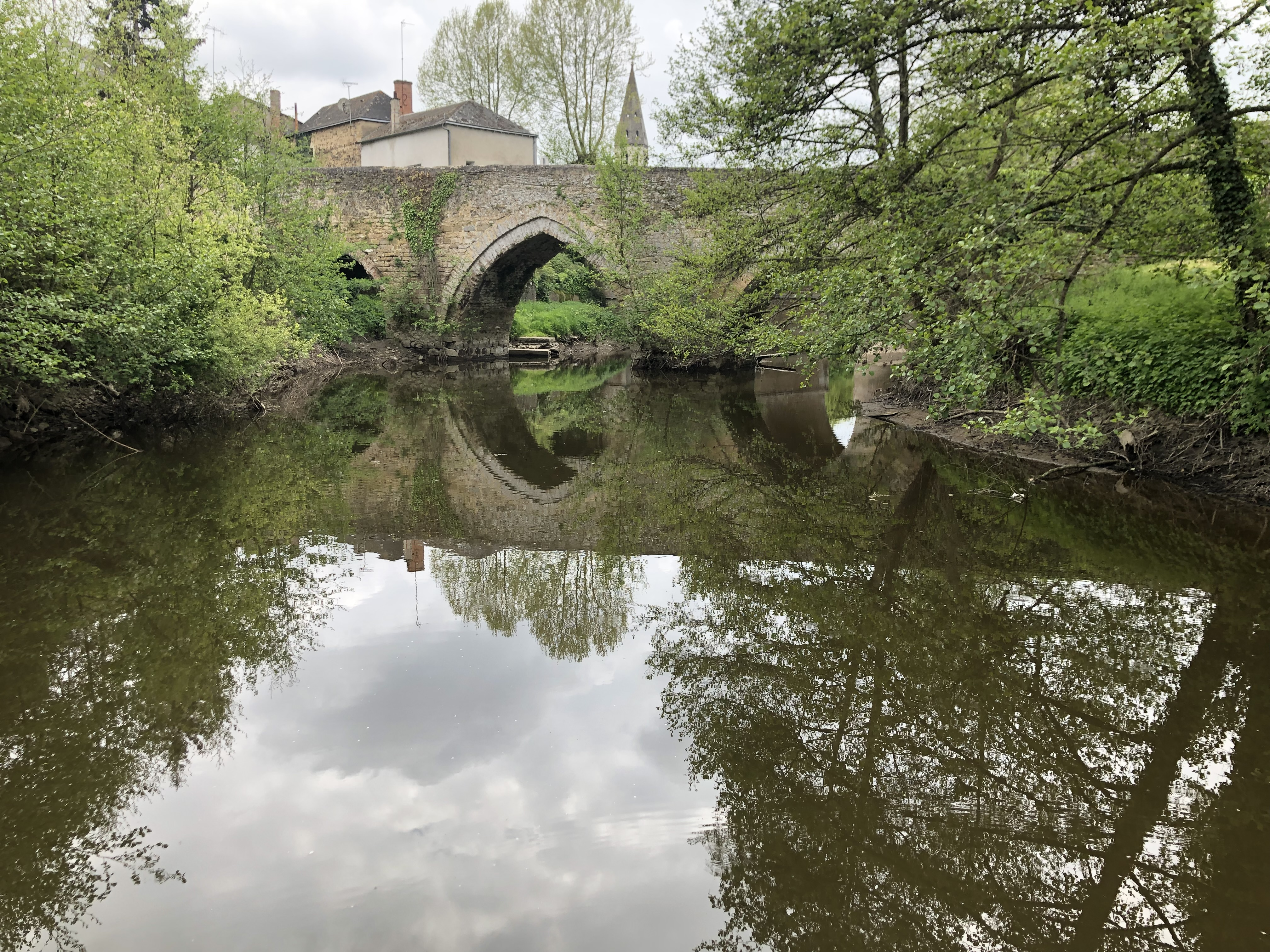
Le vieux pont de Saint-Varent vu de la chaussée.

- Un pont XVe siècle à trois arches (IMH). Le vieux pont de Saint-Varent vu de la chaussée.

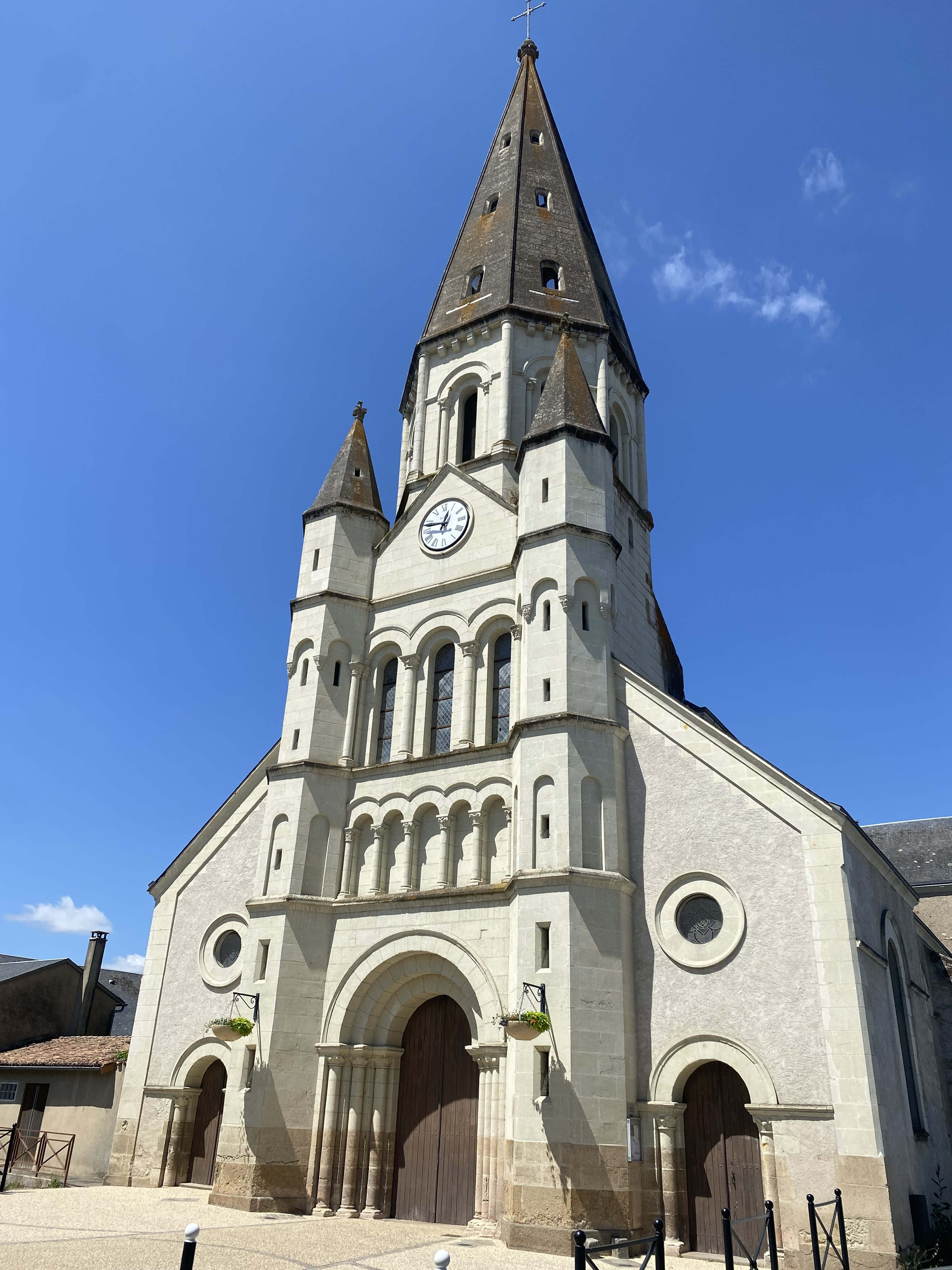
Église de Saint-Varent

- Architecture sacrée : l'église Saint-Varent du XIXe siècle.Église de Saint-Varent

## Héraldique
| Blason à dessiner | Blason  | De sinople au pairle d'or accompagné au chef d'une coquille, à dextre d'une roue de moulin et à senestre d'un fer de moulin, le tout d'argent; sur le tout, d'argent chaussé d'azur, au pont de trois arches de sable maçonné d'argent posé sur une rivière du même mouvant de la pointe et brochant sur le tout. |
| Blason à dessiner | Détails | Le statut officiel du blason reste à déterminer. |

## Divers
La commune a possédé deux collèges :
- le collège public François-Villon ;
- le collège privé Saint-Joseph qui a fermé ses portes le 30 juin 2001. Les bâtiments de cet ex-établissement scolaire sont maintenant utilisés pour le centre Léonard-de-Vinci (école de musique, médiathèque, centre socioculturel, espace associations, centre de loisirs, espace petite enfance...).

Le 27 mai 2020, une fusillade fait 4 morts, dont son auteur.

## Économie

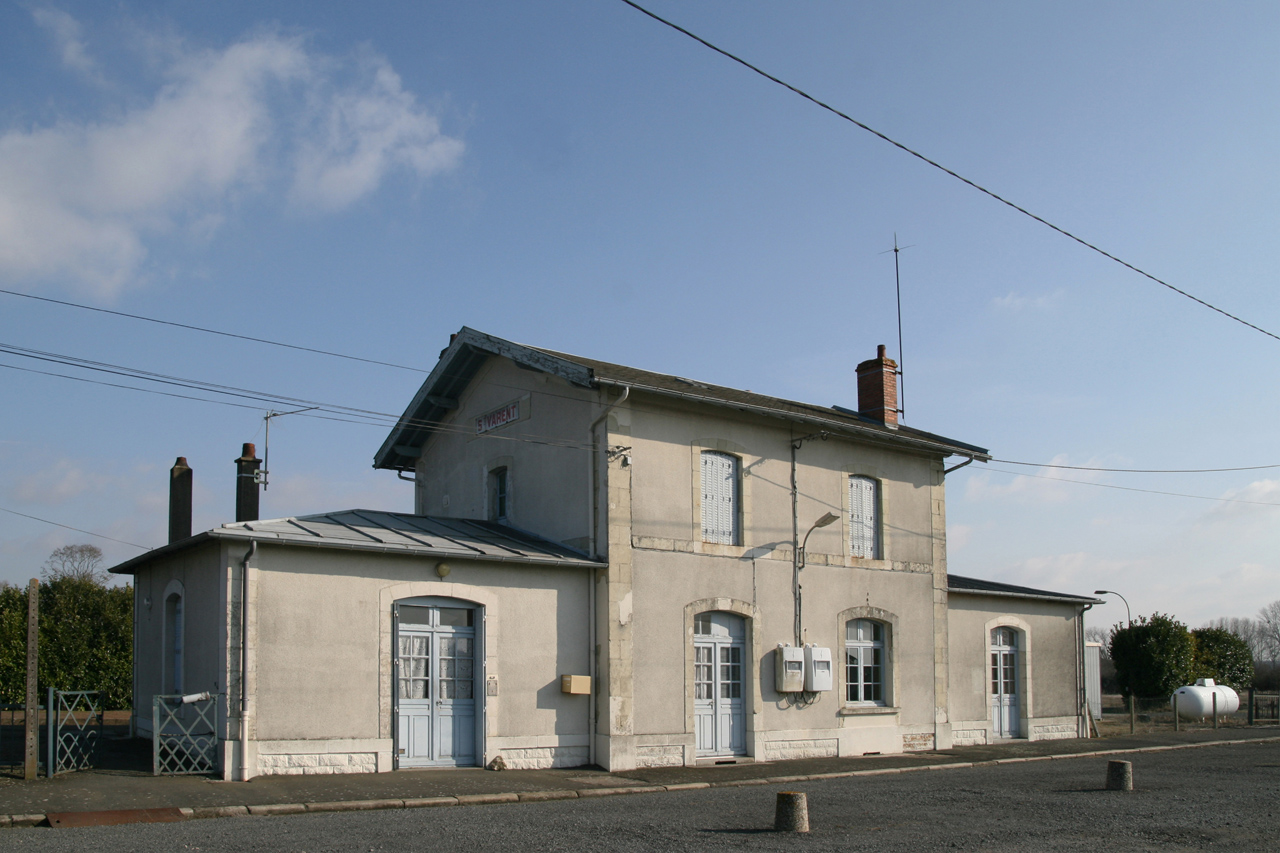
La gare.

Les carrières de la société Roy sur le site de la Noubleau : matériaux (granulats, enrobés) destinés principalement aux grandes infrastructures de transport : routes, autoroutes, ligne de chemins de fer et aérodromes.

## Jumelages
- Saint-Michel-des-Saints (Québec / Canada).
- Debowa Kloda (Pologne) depuis 2000
- Temedja (Togo) depuis 2010